# Lorenzo Williams (basket-ball, 1969)
Ne doit pas être confondu avec Lorenzo Williams (basket-ball, 1984).
Lorenzo Williams, né le 15 juillet 1969 à Ocala en Floride, est un joueur américain de basket-ball. Il évolue aux postes d'ailier fort et de pivot.

## Palmarès
- GBA All-Defensive Team 1992
- USBL All-Defensive Team 1992